# 英國君主在位紀年
英國君主在位紀年包括英格蘭王國1066年至1707年5月，大不列顛王國1707年5月至1801年1月，以及聯合王國1801年1月至今的君主在位紀年。
該紀年方式現仍用於英國的許多政府及法律文件，尤其是國會法規。

## 延伸閱讀
- Cheney, C. R.; Jones, Michael (编). . Royal Historical Society Guides and Handbooks 4 Revised. Cambridge: Cambridge University Press. 2000: 21–47. ISBN 978-0-521-77095-8.